# Khyber Pakhtunkhwa
El Khyber-Pakhtunkhwa, antigament anomenat la Província de la Frontera del Nord-oest (North-West Frontier Province, coneguda també com a NWFP, urdú śhumāl maġribī sarhadī sūbha شمال مغربی سرحدی صوبہ) és una divisió administrativa de primer nivell del Pakistan. Va ser creada el 26 d'abril de 1902. Una part en fou separada per formar les Àrees Tribals d'Administració Federal (Federally Administered Tribal Areas FATA) amb els territoris que abans eren de l'Afganistan delimitats per la línia Durand a l'acord de Parachinar el 12 de novembre de 1893 i l'annexió de les quals s'havia suposat temporal. Limita al nord-est amb Gilgit-Baltistan (Àrees Septentrionals), a l'est amb Azad Caixmir, a l'oest i sud-oest amb les FATA, i al sud i est amb Panjab i el Territori de la Capital Islamabad (Islamabad Capital Territory, al sud-est). La llengua més estesa és el paixtu (localment pakhto). La capital és Peshawar (localment Pekhawar). La proposta per rebatejar la província a Pakhtunkhwa va tenir el suport del Partit Popular del Pakistan i del Partit Nacional Awami. Finalment el 15 d'abril del 2010 el senat va aprovar la modificació de la constitució i la província fou rebatejada Khyber-Pakhtunkhwa (o Khyber Pakhtunkhwa).

## Superfície i població
La població estimada el 2008 és de 20.215.000 habitants. Inclou almenys un milió i mig de refugiats de l'Afganistan. La superfície de la província és de 74.521 km².

## Geografia

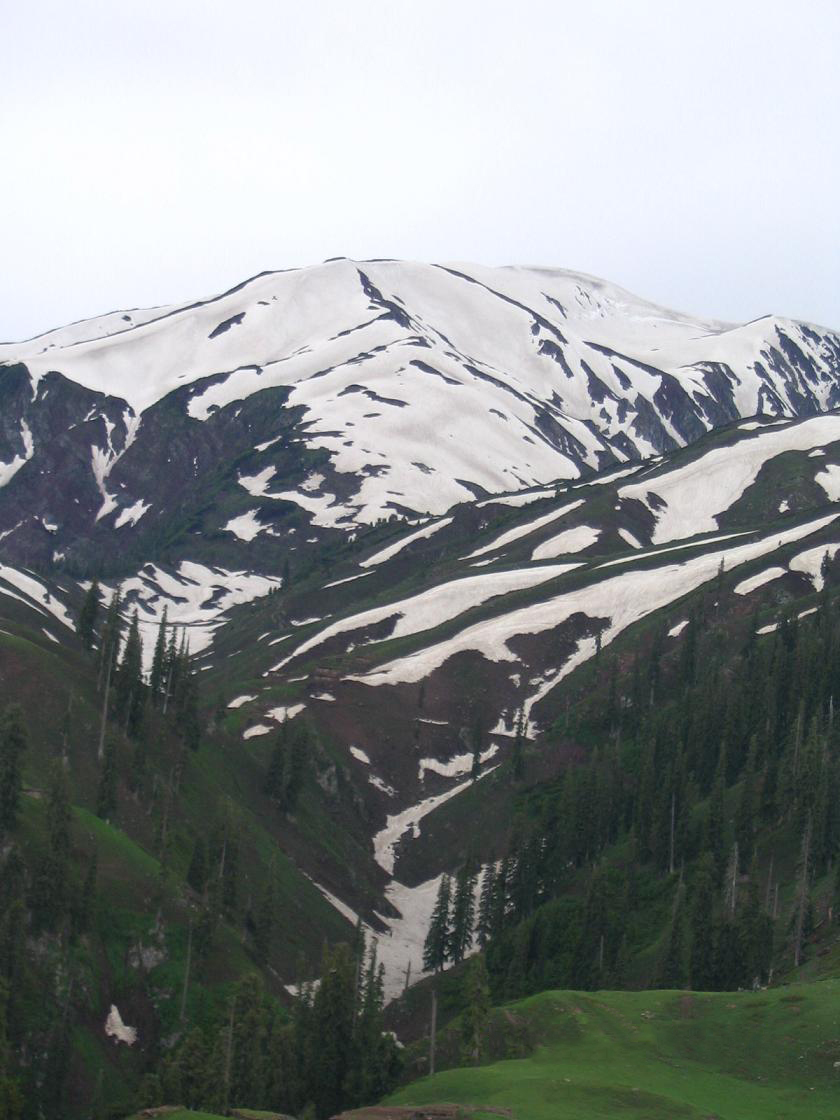
Pic Makra Peak

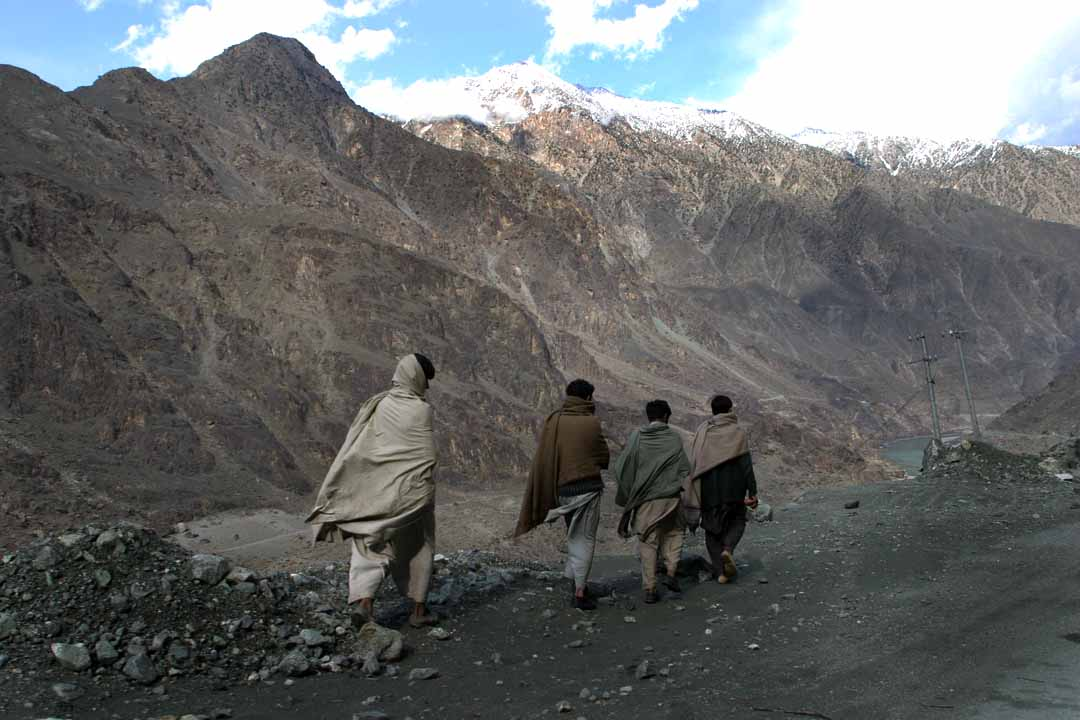
Muntanyes

És a la frontera oriental de l'Afganistan, a l'altiplà iranià en una zona d'activitat sísmica. El pas de Khyber uneix la província amb l'Afganistan, encara que hi ha altres collades; el pont Kohalla és el pas principal que creua el Riu Jhelum. Al sud és un territori rocós i sec però cap al nord esdevé una plana verda i amb boscos. El clima és molt calorós l'estiu però gelat a l'hivern; tot i aquestos extrems l'agricultura, la principal i quasi única activitat, es pot realitzar amb èxit. Les muntanyes de Swat, Kalam, Dir (la part alta), vall de Naran i vall de Kaghan són de gran bellesa i atreuen a molts turistes de les regions veïnes i abans d'arreu del món (els conflictes actuals ha aturat aquesta corrent). Swat i Kalam són conegudes com la Suïssa del Pakistan, per la semblança de paisatges; el potencial turístic està encara per explotar. Els rius principals són el riu Kabul, el riu Swat, el riu Chitral, el Panjgora, el Bara, el riu Karam, el Gomal i el Zob.

## Demografia

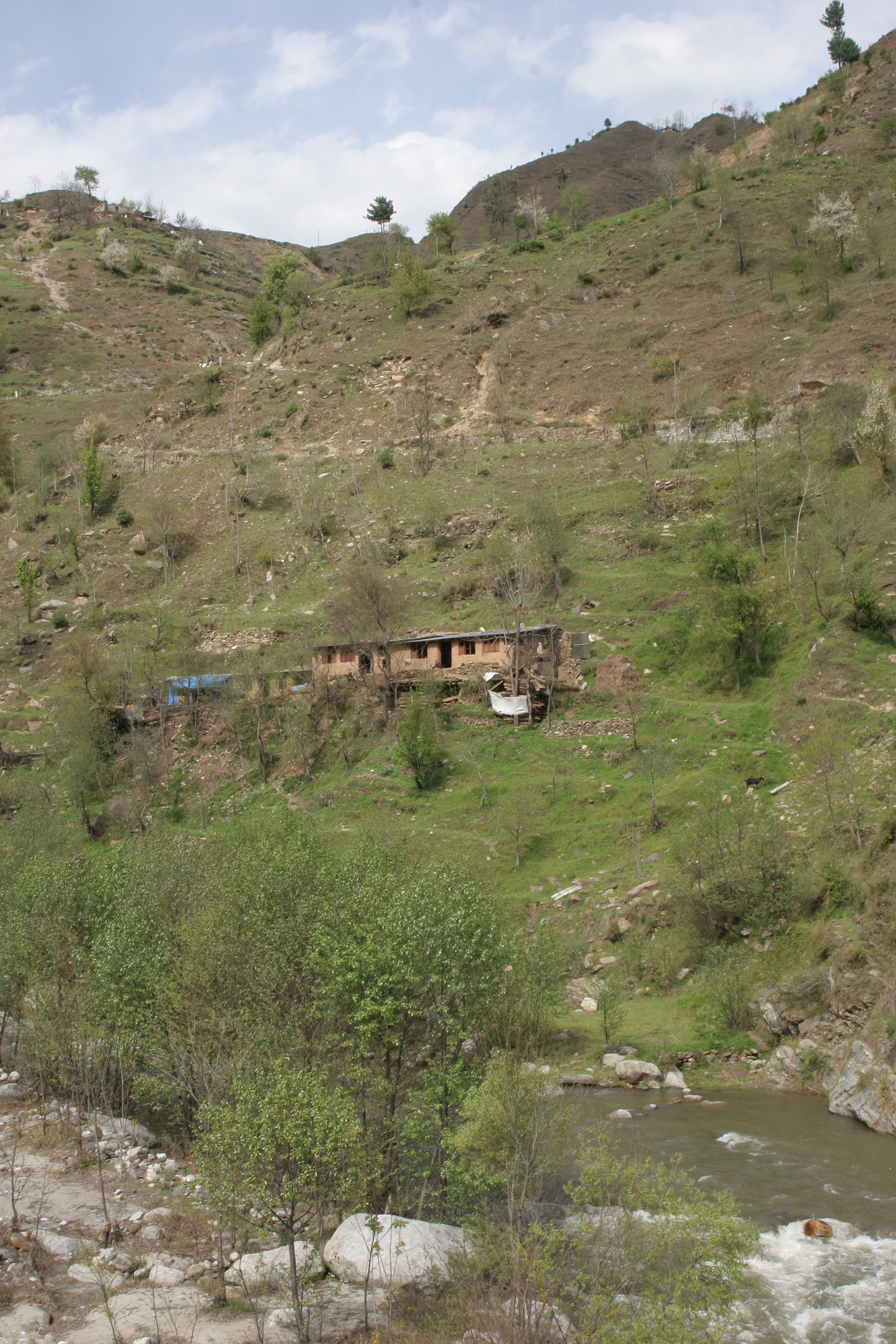
Hazara Siran Valley al distrcite de Mansehra (2006)

La llengua principal és el paixtu (parlat a l'oest i sud, i a les ciutats) seguit del hindko (a l'est i algunes ciutats com Abbottabad, Mansehra i Haripur. El seraiki i el balutxi es parlen al sud-est de la província. L'urdú és una llengua comuna però no tothom el parla.
El 99% dels habitants són musulmans, la gran majoria de tendència sunnita però amb una apreciable minoria de xiïtes i ismaïlites. Els kalashes del sud de Chitral han conservat la seva religió animista tradicional.
Les tribus inclouen:
PaixtusYusufzais, tanolis, khattaks, marwats, afridis, shinwaris, orakzais, bangash, mahsuds, mohmands, wazirs, gandapurs, swatis, tareens, jadoons i mashwanis.
AltresAwans, gujars i diversos grups dàrdics entre els quals: khowars, kohistanis, shines (xines), torwalis, kalashes o kalamis.
Refugiats afganesosGhilzai (paixtus), durrani (paixtus), grups de parla dari (persa), d'ètnia tadjik i hazares

## Administració
Sota el president Ayub Khan les diverses províncies foren abolides i substituïdes només per dues entitats: Pakistan Occidental i Pakistan Oriental. Yahya Khan el 1969 les va restablir i va agregar els principats d'Amb, Swat, Dir, Chitral i el territori de Kohistan a la província, com a Àrees Tribals d'Administració Provincial (PATA)

Mapa dels districtes de la NWFP i de les FATA.

La província va quedar en endavant dividida en tres parts: Àrees organitzades de la NWFP, Àrees Tribals d'Administració Provincial (PATA) i Àrees Tribals de les Regions Frontereres o Frontier Regions (FR) actualment cinc.
La província té una assemblea provincial legislativa monocameral de 124 escons dels quals el 2% (3 escons) estan reservats als no musulmans i 17% a les dones (22 escons). L'assemblea elegeix al ministre en cap que forma un gabinet que dirigeix els departaments amb els que la província té competències. El govern federal nomena un governador a la província, que actua com a cap constitucional provincial.
El 2001 es va introduir el sistema d'elecció de govern en els districtes (24 districtes) dirigits per un Zila Nazim o Major del districte ajudat per un oficial de coordinació encarregat de la burocràcia. Les seves competències estan descentralitzades i delegades successivament en els tehsils (subdivisions del districte), i les ciutats i union councils, cadascuna en els seus respectius àmbits, exercits per governs també elegits. La policia està organitzada per districtes amb un superior per tota la província.
Hi ha 24 districtes dels quals 18 són organitzats i 6 d'administració provincial; en aquestos hi participa el govern federal a través del President del Pakistan i el governador de la província. Les lleis de la província no s'apliquen a les PATA sense autorització del president del Pakistan.
Els 24 districtes són:
| - Districte d'Abbottabad - Districte de Bannu - Districte de Batagram - Districte de Charsadda - Districte de Chitral - Districte de Dera Ismail Khan | - Districte d'Hangu - Districte d'Haripur - Districte de Karak - Districte de Kohat - Districte de Kohistan - Districte de Lakki Marwat | - Districte de Mansehra - Districte de Mardan - Districte de Nowshera - Districte de Peshawar - Districte de Swabi - Districte de Tank | - Districte de Buner - Districte de Malakand - Districte de Swat - Districte de Shangla - Districte d'Upper Dir - Districte de Lower Dir |

Fins al 2000, quan les divisions foren abolides, els districtes estaven agrupats en divisions, que a aquesta província eren:
| Divisions de la província de la Frontera del Nord-oest | Divisions de la província de la Frontera del Nord-oest | Divisions de la província de la Frontera del Nord-oest |
| Divisió                                                | Àrea (km²)                                             | Capital                                                |
| ------------------------------------------------------ | ------------------------------------------------------ | ------------------------------------------------------ |
| Divisió de Bannu                                       | 4.391                                                  | Bannu                                                  |
| Divisió de Dera Ismail Khan                            | 9.005                                                  | Dera Ismail Khan                                       |
| Divisió d'Hazara                                       | 17.194                                                 | Abbottabad                                             |
| Divisió de Kohat                                       | 7.012                                                  | Kohat                                                  |
| Divisió de Malakand                                    | 29.872                                                 | Saidu                                                  |
| Divisió de Mardan                                      | 3.046                                                  | Mardan                                                 |
| Divisió de Peshawar                                    | 4.001                                                  | Peshawar                                               |

## Principals ciutats
| - Abbottabad - Bannu - Batagram - Daggar | - Charsadda - Chitral - Dera Ismail Khan - Dir | - Hangu - Haripur - Havelian - Kohat | - Kulachi - Latamber - Malakand - Mansehra | - Mardan - Nowshera - Peshawar - Shangla | - Swabi - Swat - Tank |

## Història

### Història antiga
La població de la zona era índia fins al temps dels musulmans però tenia més connexions amb l'altiplà iranià que amb el subcontinent. Les primeres històries mostren als iranians com a senyors de la vall de l'Indus. En una data posterior al 516 aC el rei Darios Hystaspes va enviar al grec Scylax a explorar el curs del riu i va dominar a les races que vivien a l'oest de l'Indus i al nord de Kabul. Gandhara (que correspon a la regió de Peshawar) fou incorporada a l'imperi persa com a satrapia i els assakenoi i altres tribus al nord del gran riu van formar una segona satrapia especial, anomenada dels indis. Les dues satrapies van enviar tropes a Xerxes I de Pèrsia per a la invasió de Grècia
El 327 aC Alexandre el Gran va travessar l'Hindu Kush i va avançar cap a Nicea, on se li va unir Omphis, rei de Tàxila, i altres senyors. Llavors va despatxar part de les seves tropes per la vall de Kabul mentre ell mateix avançava cap a Bajaur i la Vall del Swat amb les seves tropes lleugeres. Cràter d'Orèstia va ordenar fortificar i repoblar Arigaion, probablement a Bajaur, que havia quedat abandonada pels seus habitants; després de derrotar els aspasians als que va fer quaranta mil presoners i 230.000 cebús de càrrega, Alexandre va creuar el Gouraios (Panjkora) i va entrar al territori dels assakenoi posant setge a Massaga, que va prendre per assalt. Ora i Bazira (potser Bazar) van caure a les seves mans; el poble de Bazira va fugir a la roca Aornos i Alexandre va fer a Embolima (potser Amb) la seva base i des d'allí va atacar la roca que fou capturada després d'una desesperada resistència; mentre s'havia rendit Peukelaotis (a la regió de Hashtnagar, a menys de 30 km al nord-oest de Peshawar) i Nicanor, un macedoni, fou nomenat governador o sàtrapa dels països a l'oest de l'Indus. Alexandre va creuar llavors aquest riu a Ohind o segons alguns autors una mica més avall a Attock.
Nicanor fou succeït com a sàtrapa per Filip que fou assassinat pels seus mercenaris grecs quan Alexandre va abandonar l'Índia i el govern va passar a Eudamos i Taxiles. A la mort d'Alexandre el 323 aC Porus es va apoderar de la baixa vall de l'Indus però fou assassinat a traïció per Eudamos el 317 aC. Eudamos va abandonar l'Índia i amb la seva sortida el poder macedoni es va extingir i Sandrocottus o Sandrakottos (Chandragupta), fundador de la dinastia maurya, es va apoderar del territori. El seu net Asoka va establir el budisme com a religió dominant a Gandhara i a Pakhli (el que després fou el districte d'Hazara) com mostren les inscripcions a la roca de Shahbazgarhi i Mansehra.
A la mort d'Asoka l'imperi no li va sobreviure gaire temps igual que a l'oest l'Imperi Selèucida perdia pistonada. Els governants grecs de Bactriana es van fer independents a la meitat del segle iii aC i Demetri I de Bactriana va conquerir el nord de l'Índia vers el començament del segle ii aC; en la seva absència Eucràtides va usurpar el poder a Bactriana i finalment va derrotar Demetri a les seves possessions orientals (vers 170 aC).
Eucràtides fou assassinat (vers 145 aC), i en els següents quinze anys el país fou atacat per l'oest pels parts i pel nord pels escites fins que fou ocupat pels yuezhi
El clan kusana o kushana dels yuezhi, sota Kadfises I, va dominar extensos territoris al sud de la vall de Kabul; el seu fill Kadfises II va coinquerir el nord-oest de l'Índia que va governar a través dels seus generals. Successors seus foren Kanishka I, Huvishka i Vasushka o Vasudeva, dels quals el primer va dominar un territori que s'estenia a l'est fins a Benarés i al sud fins a Malwa i que abraçava també Bactriana i la vall de Kabul. La cronologia d'aquesta dinastia té algunes llacunes però estaria entre el segle I (vers 30) i el segle iii (vers 230). S'han trobat estàtues i baixos relleus d'aquesta època a Peshawar i Udyana (Buner).
La dinastia kushana va dominar la Vall de l'Indus i el modern Afganistan, fins que fou suplantada en aquestos territoris per Ki-to-lo, cap d'un clan yuezhi que havia restat a Bactriana però que es va haver de desplaçar al sud de l'Hindu Kush per la invasió dels Juan-Juan. Els successors de Ki-to-lo, que van governar la vall de Peshawar, són coneguts pels xinesos com Petits Yuezhi; el seu govern fou curt i van ser substituïts pels heftalites (Ye-ta-i-li-to o Ye-tha dels xinesos) que van establir un gran imperi des de Sinkiang a Pèrsia incloent la vall de Kabul; els romans d'Orient els anomenaven Huns Blancs; van fer la guerra contra els sassànides i sota Toramana i Mihirakula van dominar el nord de l'Índia amb capital a Sagala, que podria ser Sialkot al Panjab. Mihirakula va penetrar profundament a l'Índia però vers 528 fou derrotat per una confederació de prínceps hindús encapçalada per Yasodharman, i fou expulsat cap al Panjab i la vall de l'Indus.
Els musulmans va fer la seva primera avançada cap al Gran Khorasan. La primera incursió a Kabul fou el 655 i el 683 la vall de Kabul va esdevenir tributària del califat, però abans del 700 havia recuperat la independència i la invasió es va orientar en endavant cap al Sind i Multan. Gazni fou conquerida pels musulmans vers 870. El 902 les forces de Caixmir van deposar el rebel governant d'Udabhandapura (Ohind) i van donar el regne a Toramana fill de Lalliya, amb el títol de Komaluka, el Kamalu dels historiadors musulmans.

### Període musulmà
El 974 el governador esclau de Gazni, Piri o Piritegin (Piri Takin, Piritagin, Piri Tegin), va rebutjar un exèrcit de l'anterior dinastia hindú vingut des de l'Índia, i el 977 Sebuktegin, el seu successor, va esdevenir virtualment independent i fou el virtual fundador de la dinastia gaznèvida. El 986 va atacar la frontera i el 988 va derrotar Jai Pal i els seus aliats a Laghman, i poc després dominava el país damunt de l'Indus i tenia un governador a Peshawar. Mahmud de Gazni, fill de Sebuktegin, va derrotar altre cop Jai Pal (1001) i en una segona expedició a l'Índia va derrotar Anand Pal (1006), els dos prop de Peshawar. El 1024 i 1025 va atacar als afganesos, nom que apareix per primer cop per designar als habitants del territori entre Gazni i les muntanyes Sulayman. Per tant, el territori de la moderna Província menys la regió d'Hazara, va formar part de l'imperi gaznèvida.
El 1179 Ghiyath al-Din Muhammad de Ghor va conquerir Peshawar i dos anys després Lahore que estava en mans de Khusru Malik. Quan Muhammad fou assassinat (1206) el seu general Tadj al-Din Yalduz es va establir a Gazni si bé la vall de Khurram era el centre del seu poder, i va dominar la regió en lluita (després del 1206) contra els sultans de Delhi; va governar fins al 1215 quan fou derrotat pels xas de Coràsmia, però aquestos al seu torn foren derrotats pels mongols el 1221. Djalal al-Din Manguberti es va retirar a la vall de l'Indus i cap al doab de Sind-Sagar, abandonant Peshawar i altres províncies als mongols. El 1224 Djalal al-Din va nomenar a Saif al-Din Hasan, un karlugh, com a governador de Gazni, i a aquest territori el governador hi va afegir Karman (Kurram) i Banian (Bannu), i va esdevenir independent a la mort del seu sobirà el 1236. Aquest mateix any Shams ad-Din Iltutmish al-Kutbi ibn Yalam Khan (1210-1236) va dirigir una expedició a Banian però degut a una malaltia va retornar cap a Delhi on va morir poc després. Llavors Saif al-Din va atacar Multan, però fou rebutjat pel feudatari d'Uchch i el 1239 els mongols el van expulsar de Gazni i Khurram si bé encara va conservar Banian; però quan va intentar per tercera vegada conquerir Multan el 1240, va morir a la lluita; el seu fill Nasir al-Din Muhammad va esdevenir feudatari dels mongols a Banian. El 1260 va formar aliança amb Balban de Delhi, i la seva fill es va casar amb un fill de Balban. Per la seva mediació la cort del gran kan i els sultans de Delhi es van reconciliar; en aquest temps els karlughs es van establir a les muntanyes i foren vassalls dels kans de Txagatai.
El 1398 Tamerlà va sortir de Samarcanda per envair l'Índia. Va dominar Kator (després Chitral) i va fer una incursió al Panjab, retornant via Bannu el març de 1399. La seva expedició va establir el domini timúrida a la regió, i va confirmar al governant karlugh en la possessió d'Hazara.
Els descendents de Tamerlà van dominar la regió com a dependència de Kandahar; Shaykh Ali Beg, governador de Kabul sota Shah Rukh va estendre el seu poder cap al Panjab. Però progressivament els timúrides van entrar en decadència i el domini efectiu sobre la regió es va esvair.

### Període afganès
Les tribus afganeses estaven fermament establertes des del segle xiv al sud de Kohat i quan el 1451 Bahlul Shah Lodi va pujar al poder a Delhi van tenir l'hegemonia al nord de l'Índia. Això va seguir fins que Mirza Ulugh Beg de Kabul (oncle de Baber) va expulsar els khashi o khakhai afganesos del seu regne i els va expulsar cap a l'est en direcció a Peshawar, Swat i Bajaur. Baber va arribar al poder a Kabul i va fer el seu primer atac a l'Índia el 1505 passant pel Khyber a través de Kohat, Bannu, Isa Khel i el Derajat, retornant pel pas de Sakhi Sarwar. El 1518 va envair Bajaur i Swat, però va haver de retornar per fer front a un atac al Badakhxan.
El 1519 els gigianis afganesos van demanar ajut a Baber contra els Umar Khel Dilazaks (també afganesos); amb la victòria de Baber a la primera batalla de Panipat el 1526 va entrar a l'Índia i va formar l'Imperi Mogol. El 1530 el seu fill Mirza Kamran va esdevenir un gran feudatari de l'imperi amb seu a Kabul, i amb el seu ajut els ghwaria khel afganesos van derrotar els dilazaks que eren lleials a l'emperador Humayun i van obtenir el control sobre Peshawar; però vers 1550 Khan Kaju, al front de la gran confederació de tribus afganeses khashis, va derrotar els ghwaria khel a Shaikh Tapur. Humayun mentre havia enderrocat a Kamran i el 1552 va entrar a Peshawar on va instal·lar una forta guarnició que Khan Kaju va assetjar en debades. El domini mogol no obstant va restar precari. A la mort d'Humayun el 1556, Kabul va passar en feu a Mirza Muhammad Hakim, fill d'Humayun i germà del nou emperador Akbar, que el 1564 fou expulsat de Peshawar pel governant de Badakhshan, i va haver de ser restaurat per tropes imperials. Dos anys després fou expulsat altre cop i va mostrar ingratitud envaint el Panjab, però finalment fou perdonat per Akbar que va anar a Kabul i li va restaurar l'autoritat. Mort Mirza Hakim el 1585, Man Singh, el general rajput d'Akbar, va ocupar Peshawar i Kabul que van retornant a domini directe de l'imperi i Man Singh fou governador de la província de Kabul.
El 1586 els mohmands i altres tribus es van revoltar dirigits per Jalala, els cap heretge dels roxània (roshaniyya o roshania, els il·luminats), i va atacar Peshawar. Man Singh va marxar contra els rebels i va trobar el pas de Khyber tancat, sent rebutjat, i havent-se d'unir a les forces d'Akbar. Mentre els yusufzais i mandaurs també van donar suport a l'heretgia roshania; vers el 1587 el general imperial Zain Khan Kokaltash, fou enviat a Swat i Bajaur per sorprendre els revoltats; l'expedició va acabar amb una desastrosa derrota dels mogols en la que va morir Birbal, la favorita d'Akbar. El 1592 els afganesos van atacar Peshawar però Zain Khan va aconseguir fer aixecar el setge i el 1593 va assolar Tirah, Swat i Bajaur però els roxànies encara estaven lluny de ser sotmesos. Tirah era la seva fortalesa principal i el 1620 un gran exèrcit mogol fou derrotat greument quan intentava entrar al territori pel pas de Sampagha. Sis anys després el cap roshania principal, Ihdad, va morir en combat però la mort de Jahangir el 1627 fou el senyal per la revolta general dels afganesos i els roxànies van assetjar Peshawar el 1630, però desconfiant dels seus aliats afganesos es van retirar a Tirah. Les forces imperials van dominar el país i la zona de Tirah fou sotmesa en una complicada campanya.
Shah Jahan, va intentar governar als afganesos de manera despòtica i va causar gran descontentament. No obstant això Raja Jagat Singh va dominar Kohat i Kurram, i així va mantenir les comunicacions amb Kabul. El 1660 va caldre pacificar altre cop la comarca de Tirah i el 1667 els yususfzais i els mandaur afganesos foren prou forts per creuar l'Indus i van avançar fins a ser derrotats prop d'Attock.
El 1672 els subadar (governador provincial) Muhammad Amin Khan, va intentar forçar el pas del Khyber i va perdre tot el seu exèrcit (40.000 homes) i el material. Altres desastres van seguir més tard: el 1673 els afridis van derrotar un segon exèrcit mogol a Gandab; i el 1674 un tercer exèrcit a Khapash que es va haver de retirar a Bajaur. Aquestos desastres van portar al mateix Aurangzeb a Hasan Abdal, on va enviar una força a Kohat, mentre un segon exèrcit forçava el Khyber. Aurangzeb va adoptar una política conciliadora amb els afganesos i diversos caps van rebre feus de l'emperador; aquesta política i els constants conflictes interns, van mantenir la regió en estat d'anarquia però van impedir atacs organitzats afganesos contra els mogols; no obstant els afganesos van assolar el territori de Pakhli a Hazara al començament del segle xviii i després el poder mongol va declinar ràpidament fins que el 1738 Nadir Shah de Pèrsia va derrotar Nazir Shah, el governador mogol de Kabul, el qual va poder conservar la província en feu de Pèrsia, incloent-hi Gazni i Peshawar.
A la mort de Nadir Shah el 1747, Ahmad Shah Durrani, cap de l'exèrcit afganes va establir el seu poder a la regió de Peshawar però més tard sota el seu successor Timur Shah Durrani l'anarquia va retornar. A la mort de Timur el tron va ser disputat per diversos fills i aquestes lluites van facilitar l'existència de poder locals gairebé independents. Peshawar va quedar en mans del clan Barakzai i Dera Ismail Khan dels Sadozais.

### Període sikh
Les invasions sikhs van començar el 1818, i des d'aquesta data fins a l'annexió pels britànics, el país va estar sota control de Ranjit Singh i successors. El 1818 Dera Ismail Khan es va rendir a l'exèrcit sikh i cinc anys després els sikhs van assolar la plana de Marwat a Bannu. El 1834 dos anys després de la victòria sikh sobre els afganesos a Naushahra, el general sikh Hari Singh va prendre possessió del fort de Peshawar i al mateix temps els de Kohat i Teri van quedar ocupats per guarnicions sikhs que no obstant foren expulsades al cap de poc. El 1836 els nawabs de Dera Ismail Khan foren privats d'autoritat i una kardar sikh nomenat al seu lloc. A la mort d'Hari Singh en batalla contra els afganesos el 1837 prop de Jamrud, va deixar de fet a Ranjit Singh sense aquestos territoris, difícils de controlar i quan va morir es va canviar de política i els territoris més turbulents foren donats en jagir a caps locals que de fet van gaudir d'una independència completa; l'administració directa es va limitar a les àrees planes i més fàcils de controlar; el governador més recordat fou el general Avitabile, que va estar al front del govern de la província de Peshawar del 1838 al 1842. A la primera Guerra Sikh (o primera Guerra Anglo-sikh) es va construir el fort de Bannu i els bannuchis van ser posats sota control directe del darbar de Lahore per Herbert Edwardes.

### Període britànic
Per la proclamació de 29 de març de 1849 el territori fou annexionat pels britànics. Inicialment el que foren els districtes de Peshawar, Kohat i Hazara van estar administrats pel consell de govern a Lahore però el 1850 foren creats com una divisió regular del Panjab sota un comissionat. Dera Ismail Khan i Bannu, sota un subcomissionat, van formar part de la divisió de Leiah fins al 1861 quan es van nomenar dos subcomissionats i els dos districtes foren inclosos a la divisió de Derajat. Aquesta situació es va mantenir fins a la formació de la Província de la Frontera del Nord-oest el 1902. L'administració interior era igual al Panjab, però per mantenir l'ordre es va crear una força especial, la Punjab Frontier Force, sota ordes directes del govern provincial. Inicialment el formaven 5 regiments de cavalleria, cos de guies, 5 regiments d'infanteria, 3 bateries lleugeres, dos bateries de guarnició, dos companyies de sapadors i miners i el Sind Camel Corps. Aquest cos va patir algunes modificacions de composició i el 1886 va ser integrada a l'exèrcit regular de la província. Entre 1849 i 1857 hi va haver almenys 17 expedicions contra les tribus (vegeu més avall el quadre d'expedicions).
Durant el motí de 1857 no va tenir gaire repercussió. Els regiments natius a Dera Ismail Khan i Kohat foren desarmats sense problemes i tropes i reclutes foren enviats per reforçar la guarnició a Peshawar o per unir-se a la forces britàniques del Cis-Indus. L'emir de Kabul o Afganistan probablement donava suport a una revolta i pensava enviar un exèrcit pel Khyber. Cada tribu de la frontera va haver de ser bloquejada; quan el motí es va saber a Peshawar un consell de guerra va prendre mesures; a la nit els guies van iniciar la seva marxa cap a Delhi; el 21 de maig de 1857 el 55 d'infanteria Nativa es va revoltar a Mardan i la majoria va marxar cap a l'Indus però la major part va ser exterminada pels muntanyencs d'Hazara o va morir per manca de menjar. El 22 de maig, davant d'aquestos fets, les autoritats de Peshawar van desarmar el 24, 27 i 51 d'infanteria nativa (hindús) i grups paixtus tant de Peshawar com de la regió van formar el nucli dels nous reclutes mobilitzats pels britànics. Els mesos següents hi va haver incidents però progressivament el perill va passar i la província va demostrar que era un lloc més aviat proveïdor de forces que un perill. Només els yusufzais van aprofitar les dificultats dels britànics i foren castigats severament; Narinji, centre d'oposició, fou assaltat i arrasat.
El 1858 els Khudu Khel, instigats per emissaris rebels, es van revoltar i van obligar a envair la regió d'eon foren expulsats. El 1859 i 1860 es van fer expedicions contra els wazirs entre Thai i Bannu; el 1860 fou assolat el país mahsud, en càstig per una sèrie d'atacs que havien culminant en l'atac i intent d'incendiar i saquejar Tank; la tribu no es va sotmetre i després de la retirada el territori va quedar bloquejat (parts de la tribu i des de 1877 tota, van restar sota embargament per violacions del territori britànic, fins que el 1881 es va fer una nova expedició).
El 1863 es va fer la campanya d'Ambela; repetides expedicions havien portat al bloqueig dels yusufzais i això va ocasionar a la proclamació de la guerra santa a tots els llocs entre el Principat de Swat i la frontera d'Hazara. Swat estava en aquest temps controlat pel famós Akhund, que sabia de la força dels britànics i, per tant, estava inclinat a la pau, sent a més a més rival religiós del cap d'Ambela; però Swat estava agitat. L'expedició tenia com a objectiu expulsat la confraria religiosa de fanàtics establerta a la vall de Barando des de 1858; les tropes britàniques van arribar al turó d'Ambela que portava a la vall de Chamala, i van avançar cap a Malka on van trobar forta oposició dels bunerwals, el país dels quals estava al nord de Chamla o Chamala. Akhund no va poder mantenir la posició i es va unir a l'enemic seguit per tribus swatis, bajaurs, i contingents dels uthman khels i mohmands, i fins i tot per forces britàniques paixtus. Per més d'un mes els britàniques van rebre reforços diverses vegades i van arribar a reunir 9.000 homes però es van haver de limitar a mantenir-se en posició defensiva. Però al pas del temps la coalició rebel es va començar a descompondre i quan foren rebutjats amb fortes pèrdues en el darrer d'una sèrie d'atacs, es van desbandar i l'objectiu de l'expedició assolit. Els bunerwals van acceptar destruir Malka i expulsar a la confraria de fanàtics i expulsar-los del seu país per sempre. Del 1863 a 1893 els fanàtics van estar amunt i avall al Chagarzai, Hasanzai, i el país yusufzai de Madda Khel; finalment el 1893 es van establir al territori amazi a Bunner però ja havien perdut la seva importància política.
Altres expedicions del període foren menys importants: la de 1868 a la Muntanya Negra va tenir la participació de 15.000 soldats britànics motiu per la que fou notable més que pels objectius assolits. També durant la segona Guerra Anglo-afganesa fou lloc de trànsit de tropes.
Pel tractat de Gandamak de maig de 1879, l'emir Yakub Khan va renunciar a la seva reclamada sobirania sobre els passos de Khyber i Mohmand, la vall de Kurram fins al pas de Shutargardan, i els districte de Pishin i Sibi al Balutxistan.
Entre la segona Guerra Anglo-afganesa i la revolta paixtu de 1897 hi va haver 16 expedicions contra les tribus de frontera. D'aquestes, vuit van tenir lloc abans de la pau i foren expedicions de càstig; la més important fou la de 1881 contra els mahsuds i va portar cinc anys de pau. Entre 1888 i 1892 la frontera Hazara fou agitada quasi contínuament i grans expedicions foren despatxades contra els clans isazai de la muntanya Negra i els seus veïns els swatis del Cis-Indus, alatis i sayyids pararis. Els britànics van trobar poca resistència i les expedicions foren efectives. La primera i segona expedició a Miranzai de 1891 foren dirigides contra les tribus orakzais que vivien a les muntanyes Samana; després de petites lluites les posicions principals foren ocupades i fins al 1897 la situació va restar tranqui-la.
El 1894 una delegació del comissionat del Derajat va anar a demarcar el límit entre Waziristan i Afganistan; els ahmadzai i els wanes van demanar l'ocupació dels seus territoris, el que va portar a un atac dels mahsuds, dirigits pel mullah Powinda a l'escorta del comissionat a la plana de Wana; una expedició fou enviada i va aconseguir la submissió de la tribu. Des de 1884 Wana va quedar ocupada i parts del Waziristan del Sud foren administrades per l'oficial polític. El 1895 es va produir l'expedició de Chitral 
A l'estiu de 1897 van circular rumors sobre grans victòries dels otomans contra Grècia i l'esperit fanàtic dels paixtus fou aixecat pels mullahs que esperaven rebre ajut de l'Afganistan. A part d'això la demarcació de la línia Durand, l'ocupació de les muntanyes Samana, la vall de Kurram, Daur i Wana, i el pas de tropes britàniques per diversos llocs, combinat amb greuges com certes taxes a la sal de Kohat, havien apujat el descontentament de les tribus. L'espurna va saltar a Tochi, quan fou visitada sense avís per l'oficial polític britànic amb una escorta més forta del normal (10 de juny de 1897). L'oficial fou rebut al poble de Maizar on els habitants havien estat castigats per la mort d'un hindú, i una vegada instal·lats els visitants, les tropes d'escorta foren atacades a traïció i tots els oficials britànics foren morts o malferits; no obstant això, l'oficial polític i l'escorta nativa es van poder retirar a Datta Khel.
Aquesta notícia va córrer despresa i els mullahs van començar a predicar la revolta, especialment Sadullah, un bunerwal de l'Alt Swat, conegut com a Mullah Mastan (anglès Mad Mullah, o Mullah Enfadat o Boig). El 26 de juliol, seguit de pocs homes, un dels quals fou proclamat rei de Delhi, va sortir de Landakai a uns 10 km damunt de Chakdarra a la riba sud del riu Swat, i se li van unir diverses tribus i en un dia va reunir milers i es va acostar a Malakand. Va atacar simultàniament Malakand i Chakdarra; el nombre dels seus seguidors, que eren dues dotzenes al sortir, i un miler al final del dia, van pujar amb dotze mil de Malakand i vuit mil més de Chakdarra. La lluita va seguir en aquestes dues localitats fins que la guarnició de Malakand fou alliberada per reforços l'1 d'agost i la de Chakarra el dia 2. Els rebels es van retirar perdent almenys tres mil homes mentre els britànics només van perdre 33 homes i 188 ferits. Els rebels es van dispersar i durant un cert temps foren perseguits i castigats.
Mentre els següents a rebel·lar-se foren els mohmands, instigats pel predicador Najim al-Din, conegut com a Adda Mulla, que va reunir cinc mil homes armats de diversos clans excepte els Tarakzai; el 7 d'agost van avançar cap a la vall de Peshawar i van atacar el poble de Shankargarh, on vivien un bon nombre d'hindús, i l'estació de policia de Shabkadar. Tropes foren enviades des de Peshawar i els rebels foren rebutjats cap a les muntanyes. També entre els afridis i els orakzais de Tirah havia crescut l'agitació i van circular rumors de l'arranjament de les diferències intertribals i la submissió dels clans a l'autoritat de Mulla Sayyid Akbar, un afridi aka khel; els disturbis van començar en una lluita entre els orakzai i les tropes britàniques a les muntanyes Samana el 15 d'agost. El 23 i 24 totes les posicions militars al Khyber, dominades pels Khyber Rifles (els oficials britànics s'havien retirat) van caure en mans dels rebels afridis. Al final del mes els afridis i orakzai havien reunit quinze mil homes i les posicions de les muntanyes Samana estaven a les seves mans. Shinawari (una estació de policia entre el baix i alt Miranzai) va caure i Hangu fou atacat. El setge de les posicions de Samana no ocupades va continuar fins al 14 de setembre quan Fort Lockhart i Fort Cavagnari (Gulistan) foren rescatats (Saragarhi havia caigut el dia 12 de setembre). En acostar-se els britànics els rebels es van retirar cap a la vall del Khanki. Llavors es van iniciar operacions de càstig; primer es van enviar dues brigades (7000 homes) a la vall de Tochi que va imposar la submissió als madda khels que van entregar a 17 rebels, van pagar una indemnització per la propietat presa a Maizar i van pagar una multa. La submissió final es va aconseguir el 1901 després de diverses operacions.
A Swat es va aconseguir un arranjament ràpid. Abans de final d'any (1897) l'Alt Swat, Bajaur, Chamla i el país dels Uthman Khel estaven en control de les tropes britàniques i es van imposar multes. El gener de 1898, una expedició fou enviada a través de Bunner des de Khundu Khel i Gaduns a la frontera del país Yusufzai, i el mullah Mastan fou expulsat sota pressió política de Dir i Swat. La Malakand Field Force, que va quedar formada en total per 11.000 homes.
El càstig dels mohmands fou fet per dues brigades (7000 homes) avançant des de Peshawar en cooperació amb altres dues de la Malakand Field Force; aquestes van trobar oposició i es va produir l'incident de Inayat Kila; però finalment abans del final d'octubre els mohmands havien estat castigats i Adda Mullah va fugir a l'Afganistan. La tribu va haver de pagar una multa i entregar les armes.
Tirah fou envaït des de Miranzai per la ruta que anava de Shinwari sobre el Chagru Kotal, entre els penya-segats de Dargai i el Samana Sukh, fins a Tirah. L'exèrcit estava format per dues divisions dirigides per Sir W. Lockhart amb suport de columnes de Peshawar i de Kurram. L'avanç va començar el 18 d'octubre i el 21 d'octubre es va lliurar una batalla a Dargai, en què els britànics van tenir 38 morts i 191 ferits. Les tropes van arribar a Maidan i Bara. El 20 de desembre els orakzai van complir totes les seves obligacions; però els afridis encara s'havien lliurat del càstig i es mantenien rebels.
Els seus territoris foren llavors atacats però les exigències del govern no es van complir fins a l'abril de 1898; les posicions del Khyber foren ocupades per tropes regulars fins al desembre de 1899 quan foren entregades als Khyber Rifles. Uns 30.000 homes foren emprats a tota la campanya de Tirah.
Des de la conclusió de la pau amb els afridis el 1898, la frontera del Kurram cap al nord va quedar tranquil·la (només consta una expedició contra els zakka khel afridis el 1908). Al Waziristan va caldre enviar tropes tres vegades. Els mohmands van haver de ser bloquejats l'1 de desembre de 1900 i com que van seguir les seves depredacions el país fou assolat l'hivern de 1901-1902 per diverses incursions de columnes amb equips lleugers; a la primavera del 1902 les multes foren pagades i es van entregar les armes. En endavant els mahsud van restar tranquils i només hi va haver un incident el 1904-1905 quan tres oficials britànics foren assassinats per persones aïllades.
El 1901 les tropes van avançar pel territori de Madda Khel al nord del Waziristan, amb complet èxit. A la tardor del 1902 es va fer una incursió al país dels kabul khels des de Thai, Idak i Bannu; la lluita fou breu excepte amb una banda a Gumatti. El càstig fou sever.
El tractat de Gandamak havia fixat en termes generals la frontera entre Afganistan i l'Índia Britànica però el nord i sud dels passos de Kurran i Khynber no estaven demarcats. Les tribus havien estat tradicionalment sotmeses als emirs afganesos i afridis i mohmands rendien encara vassallatge a l'emir tot i que de fet eren independents i volien seguir sent-ho. El 1893 l'emir havia acordat delimitar la frontera i es va encarregar a Sir Mortimer Durand anar a Kabul per discutir l'afer i es va acordar que es delimitaria entre Chandak a la vall del Kunar, fins a la frontera persa. Es van crear comissions tècniques: la comissio Asmar va demarcar des de la vall de Bashgal a la frontera del Kafiristan fins a Nawa Kotal (1894) en el límit entre Bajaur i el país Mohmand. La delimitació fou acceptada pels dos governs; però al sud de Nawa Kotal no es va fer cap demarcació; en altres lloc ni es va intentar i en altres encara es van fer demarcacions amb pedres. El 1895 la demarcació es va aturar i ja no es va reprendre.
Des de l'annexió fins al 1901 la frontera va estar sota control del govern del Panjab. La qüestió de l'administració, ja plantejada per Lord Lytton el 1877, es va posar sobre la taula altra vegada després de la revolta de 1897 i es va decidir finalment que els districtes d'Hazara, Peshawar i Kohat junt amb les parts Trans-Indus dels districtes de Bannu i Dera Ismail Khan, i les agències polítiques del Khyber, Kurram, Tochi i Wana foren segregats del Panjab i constituïts en província a la que es van agregar els estats de Dir, Swat i Chitral, l'agent polític dels quals no havia estat mai subordinat al Panjab. La creació va ser acordada el 1901 i va tenir efecte el 26 d'abril de 1902. Va quedar sota un cap comissionat que era al mateix temps per certes zones l'agent del governador general, i tenia seu a Peshawar, sent directament responsable davant el governador general. El tinent coronel Sir H. A. Deane fou nomenat pel càrrec; la fiscalitat estava en mans d'un Comissionat Fiscal que era al mateix temps Secretari Fiscal i Financer i Director de Registres de Terres i Agricultura, Comissionat de Duanes, Superintendent de segells i paper d'estat, registrador general i inspector general de registres; a més hi havia un ajudant del secretari, i un estat major d'oficials per la milícia de la frontera i la policia. Els departaments eren:
- Oficial mèdic (encarregat de sanitat i presons)
- Inspector-General d'Educació i Arqueologia
- Inspector-General de Policia.
- Oficial Comandant d'Enginyers Reials i cap del departament d'Obres Públiques (excepte alguns canals que depenien del departament de canals de Panjab)

Les finances de la província estaven sota el Comptable general del Panjab.
Els cinc districtes britànics (el més gran Dera Ismail Khan, i el més petit Bannu, els altres eren Hazara, Peshawar i Kohat) estaven sota els seus governadors anomenats subcomissionats; cada districte estava format per sub-col·lectorats o tahsils (entre 2 i 5) manats per tahsildars, amb poders civils, criminals i fiscals, ajudat per un naib-tahsildar (amb només certs poders criminals i fiscals criminal); els kanungos eren oficials subordinats al tahsildars encarregats de la recaptació i n'hi havia 2 o 3 per tehsil, cadascun amb entre 13 i 19 patwaris o comptables, cadascun els quals portava els registres d'uns 4 o 5 pobles. Ca poble tenia el seu cap encarregat de la recaptació i el chaukidar, vigilant.
Els territoris del nord i oest de la província estaven dividits en cinc agències polítiques:
- Agència de Dir, Swat i Chitral
- Agència del Khyber
- Agència de Kurram
- Agència del Waziristan del Nord
- Agència del Waziristan del Sud

Cadascuna tenia un agent polític. El principal estat feudatari era Chitral, però Dir, Swat, i Nawagai (bona part de Bajaur) també eren importants. Alguns estaven dividits en kanats menors governats generalment per parents dels kans. El kan de Dir va rebre el títol de nawab dels britànics. A alguns territoris tribal no hi havia organització política.
Amb la creació de la província una part de la legislació del Panjab va restar en vigència destacant les normes aprovades pel governador general en consell: 
- The District Boards Act, XX de 1883.
- The Punjab Municipal Acts, XIII de 1884 i XX de 1891.
- The Punjab Tenancy and Land Revenue Acts, XVI i XVII de 1889.
- The Punjab Land Alienation Act, XIII de 1900, modificada per la Regulation I de 1904.

Les regulacions del governador general en consell executiu:
- The Frontier Crimes Regulation, III de 1901.
- The Frontier Murderous Outrages Regulation, IV de 1901.
- The North-West Frontier Province Law and Justice Regulation, VII de 1901, modificant algunes provisions de la Punjab Courts Act, XVIII de 1884 (segons els retocs de les Acts XIII de 188S, XIX de 1895, i XXV de 1899).

I les lleis del Consell legislatiu del Panjab:
- The Punjab Limitation Act, I de 1900.
- The Punjab Municipal Amendment Act, III de 1900.
- The Punjab Riverain Boundaries Act, I de 1899.
- The Punjab Descent of Jagirs Act, IV de 1900.

L'administració de Justícia no va quedar afectada en el seu funcionament excepte que la cort suprema de Panjab en matèria civil i criminal va ser substituïda per la suprema cort de la província.

### Darrers esdeveniments
El 2010 la província fou rebatejada Província de Khyber Pakhtunkhwa (Khyber Pakhtunkhwa Province)

## Arqueologia
- Objectes grecobudistes amb carreteres, inscripcions a les roques, grans edificis i escultures.
- Monestirs i stupes de Mount Banj a Gadun, a Charsadda, Naogram, Jamal Garhi, Kharaki, Takht-i-Bahai, Sahri Bahlol, Tiralai, Adh-i-Samudh (prop de Kohat), Akra (a Bannu) i Kafir Kot a Dera Ismail Khan.
- Monedes algunes de les quals donen coneixement dels antics regnes d'Udyat (Swat) i Gandhara (Peshawar)
- Inscripció a la roca de Kharoshthi a Shahbazgarhi
- Inscripció a la roca de Mansehra a Hazara
- Edificis premusulmans a Adh-i-Samudh i Kafir Kot
- Kurram podria ser la Ki Kiangha de Hiuen Tsiang
- Bannu seria la Falana, de Hiuen, possible transcripció xinesa del sànscrit Varna o Barna
- Gorkhatri, edifici musulmà a Peshawar, antiga capella hindú
- Diverses mesquites i llocs de cultes musulmans, la principal la mesquita de Muhabbat Khan, governador mogol.

La població de la província asl crear-se era de 2.125.480 habitants (cens del 1901) comptant només els cinc districtes britànics, el país Shirani i l'agència de Kurram i llocs militars aïllats (no hi havia cens per la resta). El 1903 es va fer cens a Tochi (amb 24.670 habitants). La província devia tenir a l'inici del segle prop dels quatre milions d'habitants. Les ciutats principals eren Peshawar (95.147 habitants el 1901 incloent els 21.804 del campament militar), Dera Ismail Khan (31.737), Kohat (30.762), Bannu (14.291) i Charsadda 
(20.235), els tres darrers amb notables campaments militars. Hi havia un total de 15 ciutats petites més i 3.348 pobles dels que 1067 passaven de 500 habitants.
La població estava formada en majoria per paixtus (pathan, pakhtus, pashtus) dedicats a l'agricultura. La llengua dominant és el paixtu de la branca iraniana de la família ària, amb dos dialectes: el pakhto al nord-est i el soft o paixtu al sud-oest. El dialecte clàssic és el yusufzai. Altres llengües eren: Panjabi occidental, panjabi, gujari o hindki occidental.
Les principals ètnies eren: Paixtus, awans, gujars, jats, saiyids o sayyids, tanaolis (emigrats de tanawal), malliars, dhunds, balutxis, rajputs, shaikhs o shaykhs, kharrals, mughals, kureshis, baghbans, parachas, kassabs, sureras, gakhars i kafirs 
I les castes: Arores (casta hindú), khattrls (casta hindú), bramans (casta hindú), tarkhans, julahes, lohars, mochis, kumhars, sonars, kashmiris, nais, dhobis, chhimbas i mirasis o dums.
Després de la independència la província es va unir al Pakistan per un referèndum. Afganistan va declarar anul·lada la línia Duran i va afavorir el moviment per la independència del Paixtunistan (vegeu Paixtunistan). Del 1955 al 1970 la província fou suprimida en favor d'un esquema de dos úniques grans províncies (Pakistan Occidental i Oriental) que finalment fou revocat. Amb la invasió soviètica de l'Afganistan el moviment del Paixtunistan va desaparèixer i la província fou refugi dels moviments més reaccionaris i clericals que amb el suport americà van aconseguir el poder 13 anys després, però foren l'embrió de moviments com els talibans i al-Qaeda.

## Expedicions de 1849-1902
| Any       | Tribu contra la que es va fer        | Comandant                                               | Tropes    | Baixes    |
| --------- | ------------------------------------ | ------------------------------------------------------- | --------- | --------- |
| 1849      | Swatis                               | Tinent-Coronel J. Bradshaw                              | 2.300     | 51        |
| 1850      | Afridis de Kohat                     | Brigadier Sir Colin Campbell                            | 3,200     | 94        |
| 1851      | tribus de Miranzai                   | Capità J. Coke                                          | 2.500     | 5         |
| 1851-1852 | Mohmands                             | Brigadier Sir Colin Campbell                            | 1.597     | 9         |
| 1852      | Mohmands                             | Brigadier Sir Colin Campbell                            | 600       | 10        |
| 1852      | Ravizai                              | Brigadier Sir Colin Campbell                            | 3.270     | 40        |
| 1852      | Uthman Khels                         | Brigadier Sir Colin Campbell                            | 2.200     | 18        |
| 1852      | Umarzai                              | Major J. Nicholson                                      | 1.500     | 28        |
| 1852-1853 | Hasanzai                             | Tinent coronel F. Mackeson                              | 3.800     | 18        |
| 1853      | Fanàtics                             | Tinent coronel F. Mackeson                              | 2.000     | Cap       |
| 1853      | Shiranis                             | Brigadier J. S. Hodgson                                 | 2.795     | Cap       |
| 1853      | Bori afridis                         | Coronel S. B. Boileau                                   | 1.740     | 39        |
| 1854      | Michni Mohmands                      | Coronel S. J. Cotton                                    | 1.782     | 17        |
| 1855      | Aka Khel Afridis                     | Tinent Coronel J. H. Craigie                            | 1.500     | 34        |
| 1855      | Tribus de Miranzai                   | Brigadier N.B.Chamberlain                               | 3.766     | 15        |
| 1855      | Rabia Khel Orakzais                  | Tinent Coronel J. H. Craigie                            | 2.457     | 15        |
| 1856      | Turis                                | Tinent Coronel J. H. Craigie                            | 4.896     | 8         |
| 1857      | Frontera de Yusufzai                 | Major J. L. Vaughan                                     | 1.665     | 40        |
| 1859      | Khudu Khel                           | Major-General Sir S. J. Cotton                          | 4.877     | 35        |
| 1859-1860 | Kabul Khel wazirs                    | Brigadier-General Sir N.B. Chamberlain                  | 5.372     | 20        |
| 1860      | Mahsuds                              | Brigadier-General Sir N.B. Chamberlain                  | 6.796     | 361       |
| 1863      | Fanàtics                             | Brigadier-General Sir N.B. Chamberlain                  | 9.000     | 908       |
| 1864      | Mohmands                             | Coronel A. Macdonell                                    | 1801      | 19        |
| 1868      | Bizoti Orakzai                       | Major L. B. Jones                                       | 970       | 55        |
| 1868      | Tribus de la Muntanya Negra          | Major-General A. T. Wilde                               | 12.594    | 98        |
| 1869      | Bizoti Orakzai                       | Tinent Coronel C. P. Keyes                              | 2.080     | 36        |
| 1872      | Dauris                               | Brigadier general C. P. Keyes                           | 1.826     | 6         |
| 1877      | Jowaki Afridis                       | Coronel D. Mocatta                                      | 1.750     | 11        |
| 1877-1878 | Jowaki Afridis                       | Brigadier general C. P. Keyes i C. C. G. Ross           | 7.400     | 61        |
| 1878      | Uthman Khel                          | Capità W. Battye                                        | 280       | 8         |
| 1878      | Ranizai                              | Major R. B. P. P. Campbell                              | 860       | Cap       |
| 1878      | Uthman Kehl                          | Tt. Coronel F. H. Jenkins                               | 875       | 1         |
| 1878      | Zakka Khek Afridis                   | Tt. Coronel F. F. Maude                                 | 2.500     | 11        |
| 1878      | Powindes i Sulaiman Khel             | Coronel H. F. M. Boisragon                              | 640       | 13        |
| 1879      | Zakka Khek Afridis                   | Tt. Coronel F. F. Maude                                 | 3.750     | 18        |
| 1879      | Mohmands                             | Capità O'M.Creagh i major J. R. Dyce                    | 600       | 24        |
| 1879      | Zaimukhts                            | Brigadier-General J. A. Tytler                          | 3.226     | 5         |
| 1880      | Mohmands                             | Brigadier-General J. Doran i coronel T. W. R. Boisragon | 2.300     | 5         |
| 1880      | Bhittanis                            | Tt. Coronel P. C. Rynd                                  | 721       | 5         |
| 1880      | Utmanzai wazirs                      | Brigadier-General J. J. H. Gordon                       | 800       | Cap       |
| 1881      | Mahsuds                              | Brigadiers-Generals T. G. Kennedy i J. J. H. Gordon     | 8.531     | 32        |
| 1888      | Hasanzai, Akozai, Parari i Tikariwal | Major-General J. W. McQueen                             | 12.544    | No consta |
| 1890      | Kiderzai (Largha Shiranis)           | General Sir G. S. White                                 | 1.750     | 1         |
| 1891      | Hasanzai, Akozai                     | Major-General W. K. Elles                               | 7.300     | 48        |
| 1891      | Orakzai                              | Major-General Sir W. S. A. Lockhart                     | 7.381     | 95        |
| 1892      | Isazai                               | Major-General Sir W. S. A. Lockhart                     | 5.997     | Cap       |
| 1894-1895 | Mahsuds                              | Major-General Sir W. S. A. Lockhart                     | 10.631    | 23        |
| 1896      | Unra Khan de Jandol                  | Major-General Sir R. C. Low                             | 14.900    | 122       |
| 1897      | Swatis i Uthman Khel                 | Major-General Sir Bindon Blood                          | 8.071     | 532       |
| 1897      | Bunerwals i Chamwalals               | Major-General Sir Bindon Blood                          | 8.071     | 532       |
| 1897      | Darwesh Khel wazirs                  | No consta                                               | No consta | No consta |
| 1897      | Mohmands                             | Major-General E. R. Elles                               | 6.458     | 30        |
| 1897-1898 | Darwesh Khel wazirs                  | Major-General G. Corrie-Bird                            | 7.262     | 17        |
| 1897-1898 | Afridis i Orakzai                    | Major-General Sir W. S. A. Lockhart                     | 40.000    | 1.019     |
| 1900-1901 | Mahsuds                              | General W. Hill i Brigadier-General Denning             | 12.448    | 136       |
| 1902      | Kabul Khel wazirs                    | Major-General Sir C. C. Egerton                         | 2.880     | 21        |

## Governadors britànics

### Comissionats en cap
- Harold Arthur Deane 1901-1908 (+1908)
- Sir George Olof Roos-Keppel 1908-1919
- William Rudolph Henry Merck 1909-1910 (interí)
- Sir John Stuart Donald (interí) 1913-1915 (interí)
- Sir Alfred Hamilton Grant 1919-1921
- Sir John Loader Maffey 1921-1923
- Horatio Norman Bolton 1923-1930
- William John Keen 1925-1926 (interí)
- Sir Stuart Edmond Pearks 1930-1931
- Sir Ralph Edwin Hotchkin Griffith 1931-1932

### Governadors
- Sir Ralph Edwin Hotchkin Griffith 1932-1937
- Sir George Cunningham 1937-1939
- Sir Arthur Edward Broadbent Parsons 11 d'agost a 10 de desembre de 1939
- Sir George Cunningham (segona vegada) 1939-1946
- Sir Olaf Kirkpatrick Caroe 1946-1947
- Sir Robert Lockhart 26 de juny a 13 d'agost de 1947 (interí)
- Sir George Cunningham 13 d'agost de 1947 - 15 d'agost de 1947

## Governadors pakistanesos
- Sir George Cunningham 1947-1948
- Sir Ambrose Dundas Flux Dundas 1948-1949
- Sahibzada Mohammad Kursheed 1949-1950
- Mohammad Ibrahim Khan (interí) 14 de gener a 21 de febrer de 1950
- Ismail Ibrahim Chundrigar 1950-1951
- Khwaja Shahabuddin 1951 - 1954
- Qurban Ali Khan 1954 - 1955
- Província abolida 1955-1970
- Khwaja Mohammad Azhar Khan 1970-1971
- Hayat Mohammad Khan Sherpao 1971-1972
- Arbab Sikandar Khan Khalil 1972-1973
- Mohammad Aslam Khan Khattak 1973-1974
- Syed Ghawas 1974-1976
- Naseerullah Khan Babar 1976-1977
- Abdul Hakeem Khan 1977-1978
- Fazle Haq 1978-1985
- Nawabzada Abdul Ghafoor Khan Hoti 1985-1986
- Syed Usman Ali Shah 13 d'abril a 27 d'agost de 1986
- Fida Mohammad Khan 1986 - 1988
- Amir Gulistan Janjua 1988 - 1993
- Khurshid Ali Khan 1993 1996
- Ibne Ali 5 de novembre a 11 de novembre de 1996
- Arif Bangash 1996 - 1999
- Miangul Aurangzeb 17 d'agost a 21 d'octubre de 1999
- Mohammad Shafiq 1999 - 2000
- Iftikhar Hussain Shah 2000 - 2005
- Khalilur Rehman 2005 - 2006
- Ali Mohammad Jan Orakzai 2006 - 2008
- Owais Ahmed Ghani 2008 ?

## Ministres principals
- Khan Abdul Qayyum Khan 1947-1953 (Lliga Musulmana del Pakistan)
- Sardar Abdur Rashid Khan 1953-1955 (Lliga Musulmana del Pakistan)
- Sardar Bahadur Khan 19 de juliol a 14 d'octubre de 1955 (Lliga Musulmana del Pakistan)
- Província suprimida 1955 - 1970
- Govern militar sota la llei marcial 1970 - 1972
- Maulana Mufti Mahmood 1972-1973 (Jamiat Ulema-e-Islam = Assemblea del Clergat Islàmic)
- Sardar Inayatullah Khan Gandapur 1973-1975 (Partit Popular del Pakistan)
- Administració pel governador 16 de febrer a 3 de maig de 1975
- Nasrullah Khan Khattak 1975 - 1977 (Partit Popular del Pakistan)
- Mohammad Iqbal Khan Jadoon 9 d'abril a 5 de juliol de 1977 (Partit Popular del Pakistan)
- Administració miliutar sota la llei marcial 1977 - 1985
- Arbab Mohammad Jehangir Khan 1985-1988 (Partit Popular del Pakistan)
- Fazale Haq (inbterí) 31 de maig a 2 de desembre de 1988
- Aftab Ahmad Khan Sherpao 1988-1990 (Partit Popular del Pakistan)
- Mir Afzal Khan 1990 - 1993 (Islami Jamhoori Ittehad = Islamic Democratic Alliance, 1988-1993)
- Mufti Mohammad Abbas (interí) 20 de juliol a 20 d'octubre de 1993
- Syed Mohammad Sabir Shah (Pir Sabir Shah) 1993 - 1994 (Lliga Musulmana del Pakistan-Junejo, escissió de 1986)
- Administració pel governador 25 de febrer a 24 d'abril de 1994
- Aftab Ahmad Khan Sherpao 1994-1996 (Partit Popular del Pakistan-Sherpao) (segona vegada)
- Raja Sikandar Zaman Khan (interí) 1996-1997
- Sardar Mahtab Ahmad Khan 1997-1999 (Lliga Musulmana del Pakistan-Nawaz, escissió de 1993)
- Administració pel governador 1999-2002
- Akram Khan Durrani 2002 - 2007 (Cap de la coalició entre el Jamiat Ulema-e-Islam = Assemblea del Clergat Islàmic; i el Muttahida Majlis-e-Amal, islamista)
- Shamsul Mulk 2007-2008 (sense partit)
- Amir Haider Khan Hoti 2008- (Partit Nacional Awami)